# Teletubbies dicen Eh-oh!
Teletubbies dicen Eh-oh! es un disco sencillo que fue número uno en el Reino Unido durante dos semanas en diciembre de 1997. Permaneció en el Top 75 durante 29 semanas después de su primer lanzamiento y después de su segundo relanzamiento permaneció 3 semanas más. Es principalmente un remix del tema musical del popular programa de televisión de la BBC Teletubbies. Los Teletubbies no han tenido otro éxito aparte de éste.

## Carrera para Navidad
Hubo considerable anticipación en creer que sería el sencillo número uno de Navidad en el Navidad número uno en 1997 y fue el favorito de las apuestas de William Hill por 6-4. Para este éxito se cree que fue clave el público menor de 10 años. Como rival tenían a las Spice Girls, que eran populares entre las jóvenes de siete años de edad en adelante, mientras que los Teletubbies eran más populares entre los niños más pequeños. Siobhan Ennis, mánager de sencillos de Tower Records dijo: La carrera para ser el n º 1 de la Navidad  es realmente emocionante. En esta época del año las personas no se preocupan tanto de lo que compran. Hemos preparado un montón de las grabaciones de los Teletubbies. El mercado de los singles está impulsado por los niños, y no sólo en Navidad." Al final los Teletubbies fueron vencidos por las Spice Girls y así acabaron siendo el número dos de Navidad.

## Marketing
BMG comercializó el sencillo en el Reino Unido, mientras que EMI lo lanzó en el resto de Europa.  El ejecutivo de A&R Simon Cowell hizo este acuerdo con la BBC diciendo: "He oído que en otro sello estaban a punto de firmar los Teletubbies, así que tuve a la BBC en mi oficina y les dije que les daría 500.000 £ por adelantado. Sabíamos que una grabación como esa recaudaría más de 2 millones de libras." Se vendieron 317.000 copias en su primera semana para debutar en el número uno, y 1.103.000 copias antes de que finalizara el año, de forma que las ventas totales en el Reino Unido fueron de 1,3 millones de unidades.

Además, hubo un sencillo rival, Tubby Himno, fue hecho por un el músico Vince Brown de Yorkshire para la fundación de caridad ChildLine. La BBC amenazó con acciones legales, por lo que esta canción fue retirada del mercado.

## Recepción
El sencillo fue preseleccionado para los premios Novello, mientras que algunos críticos musicales la consideraron una  "molesta, pegajosa, enfermiza e irritante canción". Por otra parte, llegó a lo alto de las listas de las "canciones horribles".